# Phylicia George
Phylicia George (* 16. November 1987 in Toronto) ist eine kanadische Bobfahrerin und Leichtathletin.

## Karriere

### Leichtathletik
Phylicia George begann ihre sportliche Karriere als Leichtathletin. Erste internationale Erfahrungen sammelte sie im Jahr 2006, als sie bei den Juniorenweltmeisterschaften in Peking im 200-Meter-Lauf mit 25,07 s in der ersten Runde ausschied und auch mit der kanadischen 4-mal-100-Meter-Staffel mit 45,26 s den Finaleinzug verpasste. 2011 nahm sie erstmals an den Weltmeisterschaften in Daegu teil und belegte dort im 100-Meter-Hürdenlauf in 17,97 s den siebten Platz. Im Jahr darauf qualifizierte sie sich dann für die Teilnahme an den Olympischen Spielen in London, bei denen sie mit 12,65 s im Finale Rang fünf erreichte.
2014 startete sie bei den Commonwealth Games in Glasgow und schied dort im Hürdensprint mit 13,66 s im Vorlauf aus, während sie im Staffelbewerb in 43,33 s den vierten Platz belegte. Im Jahr darauf wurde sie bei den Panamerikanischen Spielen in Toronto in 13,00 s Fünfte und erreichte anschließend bei den Weltmeisterschaften in Peking das Halbfinale, in dem sie mit 12,87 s ausschied. Im Juli 2016 wurde George erneut in die kanadische Olympiamannschaft für die Olympischen Spiele berufen, bei denen sie im Hürdenlauf mit 12,89 s im Finale den achten Platz belegte, während sie sich im Staffelbewerb mit 43,15 s auf dem sechsten Platz klassierte. 2017 schied sie bei den Weltmeisterschaften in London mit 13,04 s im Halbfinale aus und im Jahr darauf gewann sie bei den NACAC-Meisterschaften in Toronto in 43,50 s die Bronzemedaille mit der Staffel hinter den Teams aus den Vereinigten Staaten und Jamaika. 2019 qualifizierte sie sich ein weiteres Mal für die Weltmeisterschaften in Doha, scheiterte dort aber mit 13,49 s in der ersten Runde.
In den Jahren 2014, 2016 und 2019 wurde George kanadische Meisterin im 100-Meter-Hürdenlauf und siegte 2012 im 100-Meter-Lauf. Zudem wurde sie 2015 Hallenmeisterin im 60-Meter-Hürdenlauf.

### Bobsport
Im November 2016 traf George die Entscheidung im Winter auch als Bobsportlerin anzutreten. Ein Jahr später gab sie ihr Debüt im Bob-Weltcup. Als Anschieberin von Kaillie Humphries konnte George am 6. Januar 2018 in Altenberg ihren ersten Weltcupsieg feiern. Bei den Olympischen Spielen 2018 in Pyeongchang konnte das Duo im Zweierbob-Rennen die Bronzemedaille gewinnen.

## Persönliche Bestleistungen
- 100 m: 11,25 s (+1,1 m/s), 19. Mai 2012 in Port-of-Spain
  - 60 m (Halle): 7,27 s, 11. Februar 2017 in New York City
- 200 m: 23,10 s (+0,9 m/s), 12. Juni 2011 in Toronto
  - 200 m (Halle): 24,17 s, 21. Februar 2010 in New York City
- 100 m Hürden: 12,65 s (+0,6 m/s), 7. August 2012 in London
  - 60 m Hürden (Halle): 7,93 s, 16. Februar 2017 in Łódź